# Andrei Mureșanu

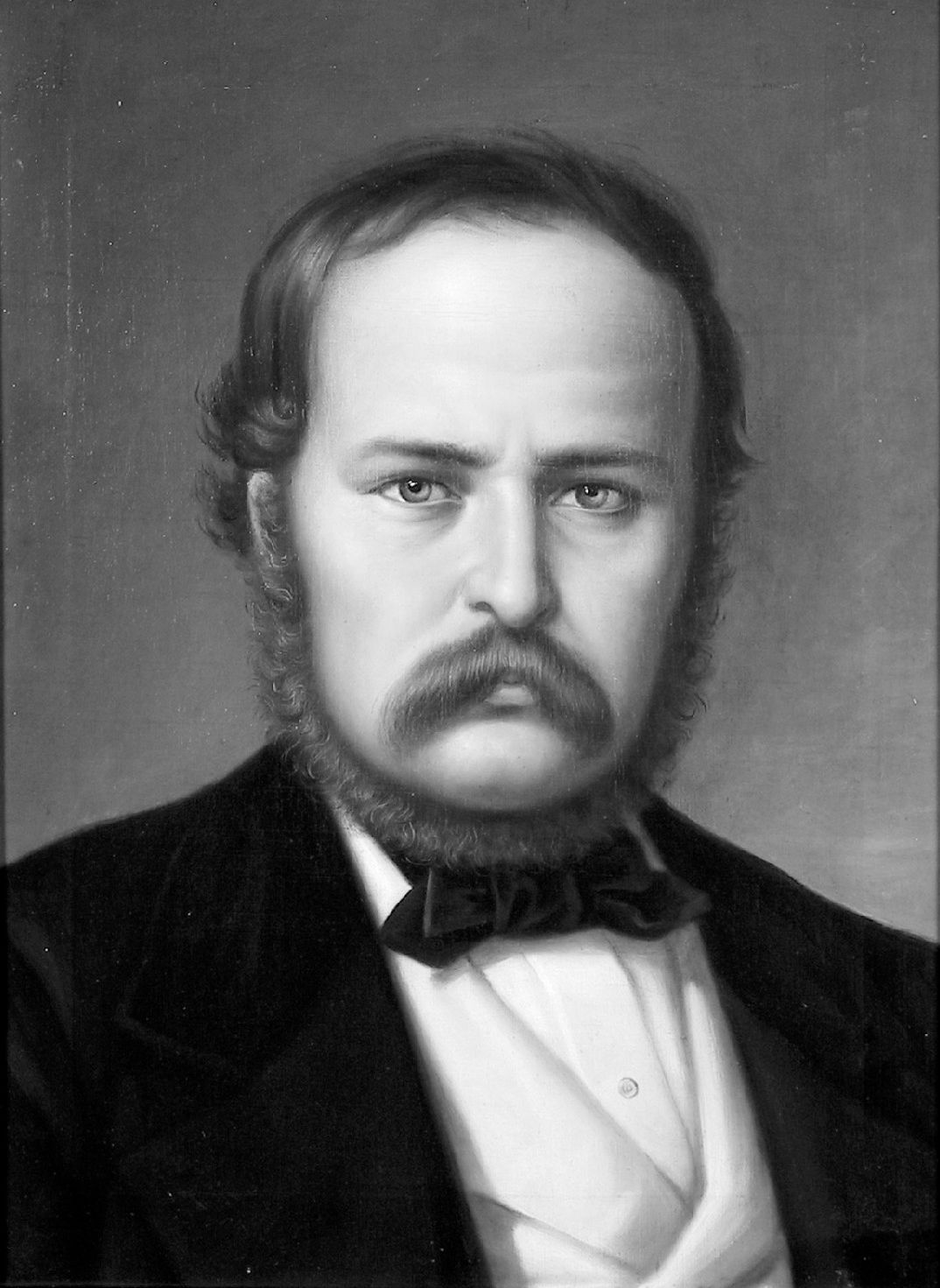
Andrei Mureșanu (portret autorstwa Mișu Poppa)

Andrei Mureșanu (też: Mureșianu; ur. 16 listopada 1816 w Bystrzycy, zm. 12 października 1863 w Braszowie) – rumuński poeta, publicysta i tłumacz z Siedmiogrodu, rewolucjonista i działacz narodowy.
Pochodził z rodziny chłopskiej. Od 1825 r. uczęszczał do gimnazjum pijarskiego w rodzinnej Bystrzycy. Od 1832 r. studiował filozofię i teologię w Blaju, gdzie jego profesorami byli m.in. Timotei Cipariu i George Bariț. W 1838 r. został profesorem w Braszowie. Wcześnie zaczął pisać poezje, które publikował w czasopiśmie „Foaia pentru Minte, Inima și Literatură” („Pismo dla Ducha, Serca i Literatury”). Jednocześnie tłumaczył na rumuński utwory takich poetów niemieckojęzycznych, jak Friedrich Schiller, Christoph Martin Wieland, Gottfried August Bürger czy Jean Paul.
Był mocno zaangażowany w życie polityczne Siedmiogrodu. Reprezentował przy tym poglądy stosunkowo zachowawcze, silnie narodowe. Wziął aktywny udział w wydarzeniach Wiosny Ludów, m.in. w maju 1848 r. został delegatem miasta Braszowa na wielki wiec narodowy w Blaju. Napisany w tym czasie w Braszowie wiersz Un răsunet do melodii anonimowego kompozytora (śpiewano do niej przedtem hymn religijny pt. Din sânul maicii mele), zdobył niespodziewanie wielką popularność. Rozpowszechniony pod tytułem Deșteaptă-te, române! (pol. Przebudź się, Rumunie!), został nazwany przez Nicolae Bălcescu „rumuńską Marsylianką”. W 1990 r. utwór ten został przyjęty przez Rumunów jako ich hymn narodowy.
Wiosną 1849 r. schronił się w Ploeszti, a zaraz potem wyjechał na Bukowinę. Po upadku Wiosny Ludów pracował jako tłumacz w Sybinie i jednocześnie publikował w czasopiśmie „Telegraful Român”. W 1862 r. wydany został tom jego poezji.